# Mycoxynus villosus
Mycoxynus villosus is een eenoogkreeftjessoort uit de familie van de Anchimolgidae. De wetenschappelijke naam van de soort is voor het eerst geldig gepubliceerd in 1979 door Humes.